# Łukowice (województwo zachodniopomorskie)
Łukowice (niem. Altenkirchen) – wieś w Polsce położona w województwie zachodniopomorskim, w powiecie gryfińskim, w gminie Cedynia.
W latach 1975–1998 miejscowość administracyjnie należała do województwa szczecińskiego.

## Nazwa
9 grudnia 1947 r. ustalono urzędową polską nazwę miejscowości – Łukowice, określając drugi przypadek jako Łukowic, a przymiotnik – łukowicki.

## Zabytek
- Wczesnogotycki kościół z XIII w. zbudowany z ciosów granitowych, z murowaną wieżą dobudowaną w XV w. Po zniszczeniach z 1945 odbudowany dopiero w ostatnich latach XX wieku[6]